# Max Weber (artista)
Max Weber (Białystok, 18 aprile 1881 – Great Neck, 4 ottobre 1961) è stato un pittore e poeta statunitense di origine ebraica.

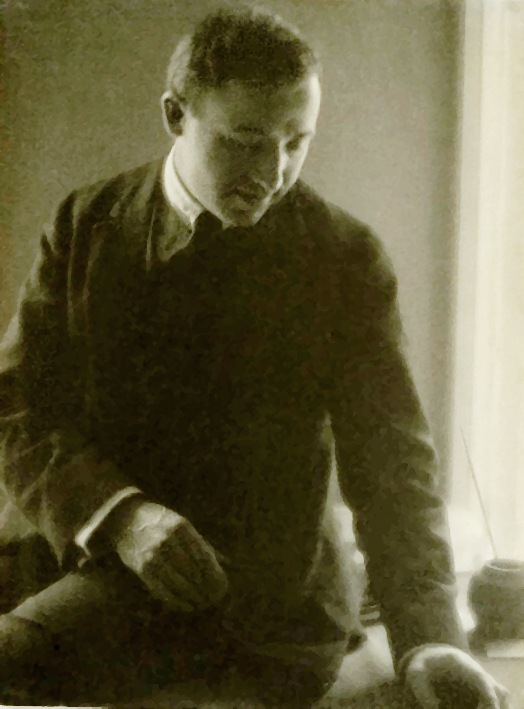
Max Weber nel 1914

Come pittore si espresse principalmente in stile cubista, prima di dedicarsi a temi ebraici negli ultimi anni della sua vita.
Nato a Białystok, un centro che all'epoca si trovava nella parte della Polonia che era sotto il dominio russo, emigrò negli Stati Uniti coi suoi genitori all'età di 10 anni. Studiò arte al Pratt Institute di Brooklyn sotto la guida di Arthur Wesley Dow.
Nel 1905 poté finalmente trasferirsi a Parigi dove frequentò la Scuola di Parigi di Henri Matisse, impadronendosi delle poetiche del modernismo e del cubismo. Tra gli artisti che lo ispirarono maggiormente figurano Henri Rousseau e Pablo Picasso.
Nel 1908 fece ritorno a Brooklyn dove contribuì all'introduzione del cubismo negli Stati Uniti.
Nel 1930 al Museum of Modern Art di New York si tenne una mostra retrospettiva sulla sua opera.
Weber si dedicò anche alla poesia. La sua opera più significativa sono le Poesie cubiste (Cubist Poems), pubblicate a Londra nel 1914. In esse Weber cercava di applicare le tecniche di scomposizione formale del cubismo alla sintassi e alla disposizione dei versi, un'operazione che in quegli anni vedeva impegnati altri poeti vicini al cubismo, come Guillaume Apollinaire e Blaise Cendrars.
La sua opera poetica ebbe una certa risonanza in Giappone, dove fu introdotta dal critico Matsuura Hajime, professore presso l'Università Imperiale di Tokyo, nel suo saggio Bungaku no honshitsu (L'essenza della letteratura) del 1915. Le poesie cubiste di Weber esercitarono un'influenza diretta sulle Poesie post-cubiste del poeta e pittore giapponese Kanbara Tai, pubblicate nel 1917.